# Pokémon Ruby і Sapphire
Pokémon Ruby Version і Sapphire Version (яп. ポケット モンスター ルビー サファイア, Покетто Монста: Рубі Сафайя, Pokémon: Рубінова та Сапфірова версія) - третя частина основної серії ігор Pokémon у жанрі японської рольової гри (jRPG), розроблена студією Game Freak і видана компанією Nintendo для портативної консолі Game Boy Advance. В Японії гра вийшла 21 листопада 2002 року, у США — 19 березня 2003 року, в Австралії — 3 квітня 2003 року, а в Європі — 25 липня 2003 року. Pokémon Emerald — спеціальне видання гри, яке вийшло через два роки після оригіналу в усіх регіонах. Pokémon Ruby, Sapphire і Emerald разом із FireRed і LeafGreen (рімейками першої гри Red і Blue) належать до третього покоління серії Pokémon, також відомого як «Advanced Generation» («Просунуте покоління»).
У порівнянні з попередніми іграми геймплей майже не змінився; до розпорядження гравцеві дається головний герой-хлопчик чи дівчинка, так само як це було в попередніх іграх серії. Колишніми залишилися і мети гри: спіймати всіх доступних покемонів і перемогти найкращих тренерів регіону — Елітну Четвірку. Також основна сюжетна лінія містить у собі боротьбу з місцевою кримінальною організацією, яка прагне отримати контроль над регіоном. Були додані нові функції, серед яких бій вдвох проти двох суперників і особливі здібності (англ. Abilities) кожного покемона. Так як нова модель консолі була потужнішою попередньої, стало можливим грати разом чотирьом гравцям замість двох. Крім того, була додана підтримка Nintendo e-Reader і можливість гри з іншими іграми «просунутого покоління».
Ruby і Sapphire отримали в основному позитивні відгуки журналістів, хоча ті розділилися в думці щодо графіки і геймплея. Більшість негативних відгуків були звернені на те, що геймплей не сильно змінився в порівнянні з попередніми поколіннями гри. Падіння популярності серії Pokémon і зростання популярності серії Yu-Gi-Oh! не дозволили продати більшу кількість копій гри, ніж у попередніх поколінь. Тим не менш, вони все одно були комерційно успішними: з продажем понад 13 мільйонів копій по всьому світу вони стали самої продаваної грою для Game Boy Advance.

## Геймплей

Брендан і Мей, персонажі, за яких можна грати в Pokémon Ruby і Sapphire

Основна механіка Ruby і Sapphire в основному залишилася такою ж, як і в попередніх іграх основної серії. На початку гри пропонується вибрати стать персонажа і дати йому будь-яке ім'я, своє чи якесь інше. Часто персонажа-дівчинку гравці називають Мей, а хлопчика Бренданом; так вони були названі розробниками за замовчуванням. Суперник буде протилежної статі обраному персонажу: якщо вибрати дівчинку, сопреніком буде хлопчик Брендан, так само і з Мей. Один з них і стане нашим суперником, також є дитиною містера Берча, професора покемонів. У грі використовується вид від третьої особи — персонажа гравець бачить з боку. Процес гри відбувається у трьох ігрових екранах: карта світу, де зображений сам ігровий світ, за яким подорожує персонаж; екран битви, де відбувається бій між покемонами, і ігрове меню, де гравець переглядає свої інвентар, організовує свою команду покемонів і налаштовує процес гри. Гравець починає подорож з одним покемоном, і з часом може зловити більше, ловлячи їх у покеболи. Коли гравець стикається з диким покемоном або починає бій з іншим тренером, гра перемикається в режим битви. Під час бою можна битися, використовувати інвентар, міняти покемонів або тікати (останнє неможливо під час бою з тренерами). Кожен покемон має очки здоров'я (HP); коли HP покемона впаде до нуля, покемон слабшає і не може більше битися, поки його не полікують. Якщо покемон гравця перемагає іншого покемона (викликає його слабшанню), то покемон-переможець отримує окуляри досвіду (EXP). Після того, як покемон накопичить достатню кількість очок досвіду, він піднімається на наступний рівень; також більшість покемонів еволюціонують при досягненні певного рівня.
Крім бою, один з найбільш значущих елементів геймплея ігор серіїPokémon- піймання нових покемонів. Під час битви з диким покемоном (покемонів інших тренерів зловити не можна) гравець може застосувати покебол на нього. Якщо пощастить, покемон може залишитися в покеболе і стати частиною групи покемонів гравця (або ж зберегтися на комп'ютер, якщо в групі місця немає). Секрет успіху простий: перед затриманням дикого покемона слід більше вимотати (знизити його HP до мінімуму, не приголомшуючи його), щоб у нього не було сил вибратися з покебола; чим слабкіше покемон, тим більша ймовірність, що він не вийде з покебола; або використовувати дорожчий покебол з більш високому рейтингом упіймання (Catch Rate).

### Нові можливості геймплея

У цьому подвійному бою один з покемонів гравця атакує ворожого покемона

Найбільшим нововведенням в механіці бою стало додавання можливості боїв два на два, коли покемони тренерів б'ються в командах по двоє. Отже, певні дії будь-якого з покемонів можуть торкнутися обидві борються боку відразу. Додалися приховані здібності (англ. Innate abilities), у покемонів з'явилися власні характери (англ. Natures). Здібності дають своїм власникам переваги й особливі можливості в бою, такі як імунітет проти деяких атак або збільшення сили удару. Характер впливає на поведінку покемона в бою. Також з'явився пункт «стан» (англ. Condition), який визначає стан атак і можливостей покемона: їх силу, розвиток і т. д. Це важливо для Змагань покемонів (англ. Pokémon Contests), особливого конкурсу-гри, де судді оцінюють підготовку і майстерність покемона і його тренера. Всі покемони і їх атаки мають параметр Стани, який збільшується при вживанні покемоном Покеблоков (англ. Pokéblocks) — цукерок, приготованих з ягід.
Як і в Gold, Silver і Crystal, в Ruby і Sapphire збереглося протягом реального часу: з часом змінюються припливи і відпливи, ростуть ягоди. Але на відміну від попередників, в Ruby і Sapphire не збереглася зміна дня і ночі. Також через технічних специфікацій в Ruby і Sapphire не було підтримки зв'язку з іграми попередніх поколінь. Однак, якщо грати на Nintendo DS, то деякими покемонами можна обмінюватися з подальшими іграми серії.

### Сумісність з іншими пристроями
Ruby і Sapphire мали обмежену сумісність із пристроєм Nintendo e-Reader. Nintendo випустила набір карток для нього, названий Battle-e Cards, які застосовувалися в битві з тренерами і містили в собі інформацію про раніше прихованих покемонів. Була також випущена картка під назвою «Квиток Вічності» (англ. Eon Ticket); її власнику відкривалася функція «Таємничий Подарунок» (англ. Mystery Gift), і він також міг відвідати раніше приховане місце, назване Південний острів (англ. Southern Island). Там жив один з легендарних покемонів — Латіос або Латіас, залежно від версії гри.
Ruby і Sapphire сумісні з іграми Pokémon Colosseum, Pokémon XD: Gale of Darkness і Pokémon Box: Ruby&Sapphire, що вийшли на GameCube. У перших двох гравець міг переносити покемонів між Colosseum/XD і Ruby/Sapphire по досягненні в грі певного моменту. Також кожен, хто купив комплект попереднього замовлення Colosseum, міг отримати особливого покемона — Джірачі, і побачити трейлер нового мультфільму Pokémon: Jirachi Wish Maker. Pokémon Box, який також називали Pokémon «Microsoft Office», давав гравцеві можливість зберігати і сортувати своїх покемнонов на GameCube.

## Сюжет
Дія гри Pokémon Ruby і Sapphire розгортається в Хоене, вигаданому регіоні, що повторює острів Кюсю в Японії. Регіон містить дев'ять великих міст і шість маленьких містечок з різним географічним розташуванням, з'єднаних між собою дорогами-«Маршрутами» (англ. Routes). Як і в попередніх іграх серії, деякі з них стають доступні тільки тоді, коли гравець виконує певну умову.
Як і в інших іграх серії Pokémon, геймплей Ruby і Sapphire лине; основні події розгортаються у фіксованому порядку. Головний герой Ruby і Sapphire — дитина, який нещодавно переїхав у містечко Літтлрут. На початку гри він отримує у професора Берча одного з стартових покемонів: Тріко (англ. Treecko), Торчіка (англ. Torchic) або Мадкіпа (англ. Mudkip). Його дитина, суперник головного героя, теж виявляється тренером покемонів, і по времанам буде влаштовувати з главгероя поєдинки. Дві основні мети гри — перемогти Елітну Четвірку, щоб стати новим чемпіоном, і заповнити весь Покедекс (англ. Pokédex) — комп'ютер-енциклопедію про покемонів, піймавши, розвинувши або вимінявши всіх 386 покемонів.
На додаток до перемоги над усіма Лідерами стадіонів, гравець може виконувати різні маленькі квести та доручення NPC, або спробувати зловити якогось легендарного покемона. Найяскравіший додатковий сюжет розповідає про Команді Аква та Команді Магма, які хочуть за допомогою покемонів змінити клімат Хоен. У Ruby лиходіями виступає Команда Магма, яка бажає за допомогою легендарного покемона Гроудона осушити море навколо Хоен; в Sapphire лиходії — Команда Аква, яка прагне затопити Хоен водою за допомогою легендарного покемона-кита К'егра, протилежної Гроудону.
Незадовго до зустрічі з першим Лідером герой вперше зустрічається з Командою Аква/Магма в лісі Петалбурга, де він або вона врятує працівника з компанії «Девон» (компанія, що виробляє покеболи), і його товар. Після прибуття в місто Фалларбор Таун (після перемоги в першому спортзалі); протагоніст виявляє, що професор Козмо, астроном, був пограбований Аквой/магмою. Головний герой стежить за ними до печери Метеор Фоллс, але він не встигає їм перешкодити, коли Команда Аква/ Магма йде з печери разом з метеоритом. Герой переслідує їх і далі, до вулкана Чімні, коли ті готуються використовувати метеорит щоб змінити погоду. Герой як завжди знешкоджує ватажка Команди з допомогою своїх покемонів, а потім повертає метеорит професору Козмо. Після перемоги в п'ятому стадіоні, головний герой знову стане свідком того, як Аква/Магма знову спробує змінити погоду, але вже за допомогою Кластформа, покемона, здатного змінювати погоду, який був викрадений з Інституту Погоди. Після перемоги протагоніста в шостому спортзалі, Аква/Магма вкраде орб, здатний керувати легендарним покемоном (Гроудоном в Ruby, К'егром в Sapphire). Після цього Команда краде у Слейтпорт Сіті підводний човен, і протагоніст як завжди їх вистежити, але не встигне завадити Команді використовувати її. Потім Аква/Магма пливе на ній до печери «Ложі Океану», де спить К'егр або Гроудон, і за допомогою Орбан будить його. Пробуджена покемон подорожує в Печеру Почала і викликає по всьому регіону посуху (в Ruby) або сильні зливи (в Sapphire). Коли головний герой перемагає (або ловить) покемона, погода в регіоні знову стає нормальною.

## Розробка гри

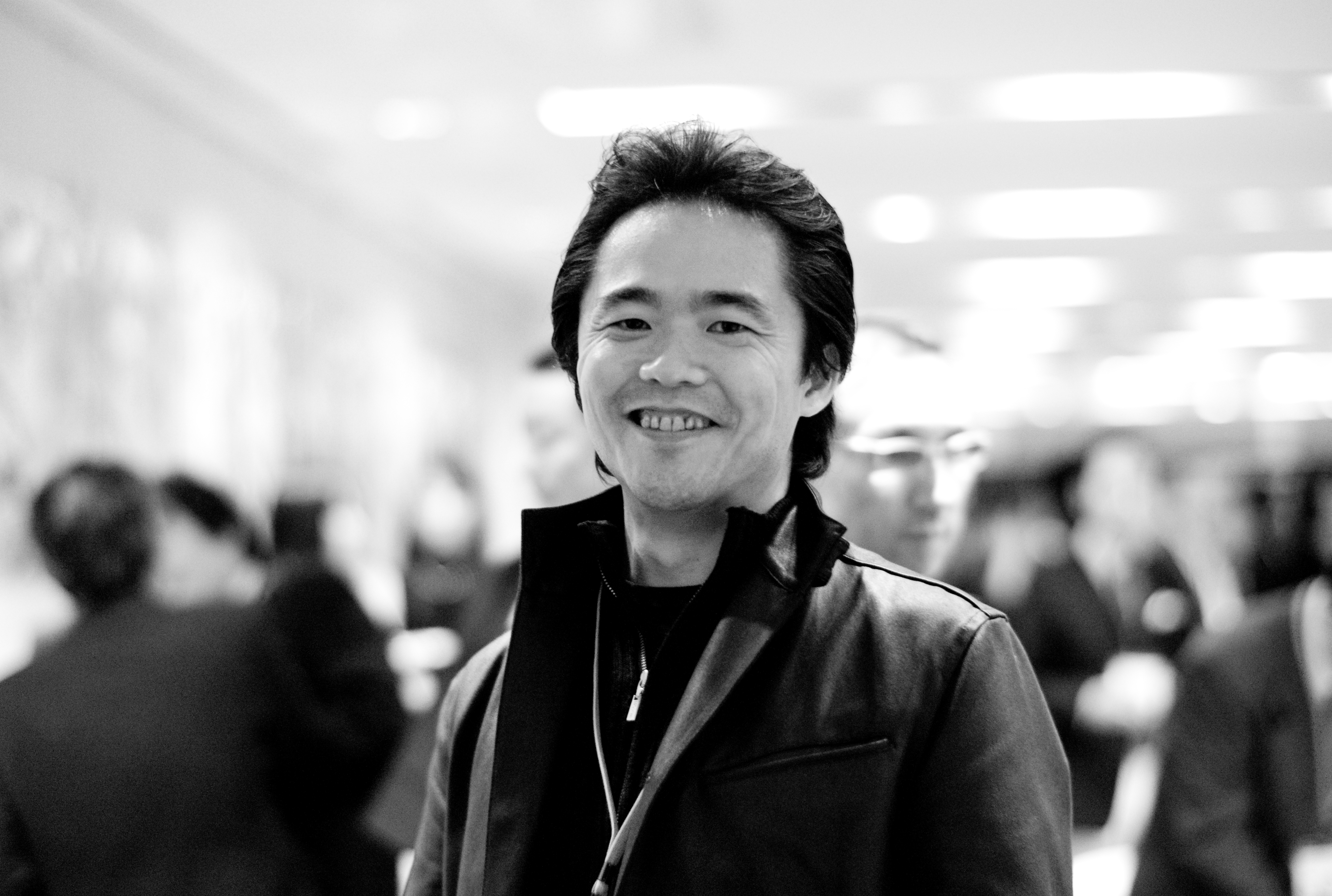
Дзюн'іті Масуда, директор розробки

Pokémon Ruby і Sapphire були розроблені компанією Game Freak за підтримки Creatures. Як і у її попередників, Кен Сугіморі також був художнім керівником, але це були перші портативні ігри серії, де він не відповідав за всі художні матеріали. Коли його спитали, де його дизайнери беруть ідеї для нових ігор, Сугіморі відповів, що вони беруть їх з досвіду дитинства, з їх розуміння еволюції, тварин і комах. Навіть інший погляд на світ іноді дає натхнення для їх істот. Описуючи процес створення покемона, Сугіморі каже: "спершу ми (команда дизайнерів) вибираємо яке-небудь комаха, а потім додаємо йому різні елементи, щоб зробити його більш схожим на покемона, тоді як додавання твердих елементів робить його як-би схожим на сталь. " Масуда стверджує, що філософією всіх ігор серії Pokémon служить спілкування; це проявляється в обміні і боях з іншими людьми. На питання про концепцію боїв два на два розробники відповіли, що вони більше фокусувалися на класичному бою один на один як на головному виді змагань, а бій два на два додали лише як «нове випробування». Вони говорять, що якщо одержать про новий тип боїв позитивний відгук, то можуть додати цю функцію в майбутніх поколіннях.
Оскільки Game Boy Advance підтримував нову, вдосконалену графіком,Ruby і Sapphire були першими іграми серії, де вже до чотирьох чоловік змогли отримувати інформацію про гру, замість двох, як це було раніше. Команда розробників використовувала старий графічний рушій, щоб гра залишалася простий і не занадто заплутує. Команда хотіла, щоб гра була популярна у великої аудиторії, тому зробила гру досить простою для того, щоб у неї грало нове покоління дітей, і одночасно додали нові функції, щоб залучити ветеранів гри.

## Аудіо
Аудіо Ruby і Sapphire складається тільки з ігрової музики; всі діалоги виводяться на екран. Музика, написана Дзюн'іті Масуда, Го Ітіносе і Морікадзу Аокі, повністю інструментальна, за винятком двох доріжок з вокалами: «Trick Master» і «Slateport City». Саундтрек гри був випущений в Японії під маркою Mediafactory 26 квітня 2003. Альбом лостіг 297 місця в чарті Oricon і залишився там на тиждень. Дзюн'іті Масуда написав лише музичний супровід бою, Гоу Ічіноус музичний супровід міст, маршрутів, дрібні музичні звуки і «Певні» мелодії, а Моріказу Аокі — все інше.
| \| Disc One \| \| \| \| \| \| # \| Японська назва \| Англійська назва \| Композитор \| Тривалість \| \| -------- \| --------------------------------------- \| -------------------------------- \| -------------- \| ---------- \| \| 1 \| タイトル デモ ~ ホウエン 地方 の 旅立ち \| Title Demo: Travels around Hoenn \| Go Ichinose \| 0:36 \| \| 2 \| タイトル デモ 2 ~ ダブル バトル ~ \| Title Demo 2: Double Battle \| Go Ichinose \| 0:15 \| \| 3 \| タイトル ~ メイン テーマ ~ \| Title: Main Theme \| Go Ichinose \| 1:42 \| \| 4 \| オープニング セレクト \| Opening Selection \| Morichi Aoki \| 1:13 \| \| 5 \| ミシロタウン \| Mishiro Town \| Go Ichinose \| 1:28 \| \| 6 \| オダマキ 研究所 \| Odamaki Research Institute \| Morichi Aoki \| 0:52 \| \| 7 \| ハルカ \| Haruka \| Go Ichinose \| 1:00 \| \| 8 \| たすけ て くれ! \| Help Me! \| Go Ichinose \| 0:22 \| \| 9 \| 戦 闘! 野生 ポケモン \| Battle! Wild Pokémon \| Junichi Masuda \| 1:29 \| \| 10 \| 野生 ポケモン に 勝利! \| Wild Pokémon Defeated! \| Morichi Aoki \| 0:23 \| \| 11 \| 101 番 道路 \| Route 101 \| Morichi Aoki \| 0:59 \| \| 12 \| コトキタウン \| Kotoki Town \| Morichi Aoki \| 1:05 \| \| 13 \| ポケモンセンター \| Pokémon Center \| Go Ichinose \| 1:03 \| \| 14 \| 回复 \| Recovery \| Morichi Aoki \| 0:05 \| \| 15 \| 视线! たん ぱんこぞう \| Look! Youngster in Shorts \| Morichi Aoki \| 0:29 \| \| 16 \| 视线! ミニスカート \| Look! Miniskirt \| Go Ichinose \| 0:27 \| \| 17 \| 戦 闘! トレーナー \| Battle! Trainer \| Junichi Masuda \| 2:19 \| \| 18 \| トレーナー に 勝利! \| Trainer Defeated! \| Go Ichinose \| 0:31 \| \| 19 \| レベルアップ \| Level Up \| Morichi Aoki \| 0:04 \| \| 20 \| トウカシティ \| Touka City \| Morichi Aoki \| 1:04 \| \| 21 \| 連れ て 行く \| Come with Me \| Go Ichinose \| 0:47 \| \| 22 \| 104 番 道路 \| Route 104 \| Go Ichinose \| 1:10 \| \| 23 \| トウカ の 森 \| Touka Forest \| Morichi Aoki \| 1:04 \| \| 24 \| マグマ 団 登場! \| Team Magma Appears \| Go Ichinose \| 0:45 \| \| 25 \| 戦 闘! アクア マグマ 団 \| Battle! Team Aqua / Magma \| Junichi Masuda \| 2:33 \| \| 26 \| アクア マグマ 団 に 勝利! \| Defeated Team Aqua / Magma! \| Go Ichinose \| 0:26 \| \| 27 \| カナズミシティ \| Kanazumi City \| Go Ichinose \| 1:42 \| \| 28 \| トレーナーズスクール \| Trainers School \| Go Ichinose \| 1:03 \| \| 29 \| 海 を 越え て \| Crossing the Sea \| Go Ichinose \| 0:55 \| \| 30 \| ムロタウン \| Muro Town \| Go Ichinose \| 1:51 \| \| 31 \| 视线! うき わ ガール \| Look! A Girl \| Morichi Aoki \| 0:32 \| \| 32 \| カイナシティ \| Kaina City \| Go Ichinose \| 1:55 \| \| 33 \| 海 の 科学 博物館 \| Museum of Oceanography \| Morichi Aoki \| 1:47 \| \| 34 \| 110 番 道路 \| Route 110 \| Morichi Aoki \| 1:03 \| \| 35 \| サイクリング \| Cycling \| Go Ichinose \| 1:25 \| \| 36 \| ゲーム コーナー \| Game Corner \| Go Ichinose \| 1:44 \| \| 37 \| 当たり! \| You Got It! \| Morichi Aoki \| 0:04 \| \| 38 \| 残念 \| Regret \| Morichi Aoki \| 0:04 \| \| 39 \| BD タイム \| BD Time \| Morichi Aoki \| 0:22 \| \| 40 \| 大当たり! \| You Hit the Jackpot! \| Morichi Aoki \| 0:05 \| \| 41 \| シダケタウン! \| Shidake Town! \| Go Ichinose \| 1:14 \| \| 42 \| 113 番 道路 \| Route 113 \| Go Ichinose \| 1:38 \| \| 43 \| ふた ご ちゃん \| Her Twins \| Go Ichinose \| 0:25 \| \| 44 \| ハジツゲタウン \| Hajitsuge Town \| Go Ichinose \| 1:25 \| \| 45 \| ロープ ウェイ \| Rope Way \| Go Ichinose \| 0:14 \| \| 46 \| え ん と つや ま \| Mt. Chimney \| Go Ichinose \| 1:50 \| \| 47 \| 视线! やま お とこ \| Look! Hiker \| Go Ichinose \| 0:35 \| \| 48 \| 111 番 道路 \| Route 111 \| Go Ichinose \| 1:13 \| \| 49 \| ジム \| Gym \| Morichi Aoki \| 0:59 \| \| 50 \| 戦 闘! ジム リーダー \| Battle! Gym Leader \| Junichi Masuda \| 1:46 \| \| 51 \| ジム リーダー に 勝利! \| Gym Leader Defeated! \| Morichi Aoki \| 1:12 \| \| 52 \| バッジゲット \| Get Badge \| Morichi Aoki \| 0:07 \| \| 53 \| わざ マシンゲット \| Get Work Machine \| Morichi Aoki \| 0:05 \| \| 54 \| な みのり \| Surfing \| Morichi Aoki \| 2:13 \| |                                         |                                  |                |            |
| Disc One |                                         |                                  |                |            |
| # | Японська назва                          | Англійська назва                 | Композитор     | Тривалість |
| 1 | タイトル デモ ~ ホウエン 地方 の 旅立ち | Title Demo: Travels around Hoenn | Go Ichinose    | 0:36       |
| 2 | タイトル デモ 2 ~ ダブル バトル ~       | Title Demo 2: Double Battle      | Go Ichinose    | 0:15       |
| 3 | タイトル ~ メイン テーマ ~              | Title: Main Theme                | Go Ichinose    | 1:42       |
| 4 | オープニング セレクト                   | Opening Selection                | Morichi Aoki   | 1:13       |
| 5 | ミシロタウン                            | Mishiro Town                     | Go Ichinose    | 1:28       |
| 6 | オダマキ 研究所                         | Odamaki Research Institute       | Morichi Aoki   | 0:52       |
| 7 | ハルカ                                  | Haruka                           | Go Ichinose    | 1:00       |
| 8 | たすけ て くれ!                         | Help Me!                         | Go Ichinose    | 0:22       |
| 9 | 戦 闘! 野生 ポケモン                    | Battle! Wild Pokémon             | Junichi Masuda | 1:29       |
| 10 | 野生 ポケモン に 勝利!                  | Wild Pokémon Defeated!           | Morichi Aoki   | 0:23       |
| 11 | 101 番 道路                             | Route 101                        | Morichi Aoki   | 0:59       |
| 12 | コトキタウン                            | Kotoki Town                      | Morichi Aoki   | 1:05       |
| 13 | ポケモンセンター                        | Pokémon Center                   | Go Ichinose    | 1:03       |
| 14 | 回复                                    | Recovery                         | Morichi Aoki   | 0:05       |
| 15 | 视线! たん ぱんこぞう                   | Look! Youngster in Shorts        | Morichi Aoki   | 0:29       |
| 16 | 视线! ミニスカート                      | Look! Miniskirt                  | Go Ichinose    | 0:27       |
| 17 | 戦 闘! トレーナー                       | Battle! Trainer                  | Junichi Masuda | 2:19       |
| 18 | トレーナー に 勝利!                     | Trainer Defeated!                | Go Ichinose    | 0:31       |
| 19 | レベルアップ                            | Level Up                         | Morichi Aoki   | 0:04       |
| 20 | トウカシティ                            | Touka City                       | Morichi Aoki   | 1:04       |
| 21 | 連れ て 行く                            | Come with Me                     | Go Ichinose    | 0:47       |
| 22 | 104 番 道路                             | Route 104                        | Go Ichinose    | 1:10       |
| 23 | トウカ の 森                            | Touka Forest                     | Morichi Aoki   | 1:04       |
| 24 | マグマ 団 登場!                         | Team Magma Appears               | Go Ichinose    | 0:45       |
| 25 | 戦 闘! アクア マグマ 団                 | Battle! Team Aqua / Magma        | Junichi Masuda | 2:33       |
| 26 | アクア マグマ 団 に 勝利!               | Defeated Team Aqua / Magma!      | Go Ichinose    | 0:26       |
| 27 | カナズミシティ                          | Kanazumi City                    | Go Ichinose    | 1:42       |
| 28 | トレーナーズスクール                    | Trainers School                  | Go Ichinose    | 1:03       |
| 29 | 海 を 越え て                           | Crossing the Sea                 | Go Ichinose    | 0:55       |
| 30 | ムロタウン                              | Muro Town                        | Go Ichinose    | 1:51       |
| 31 | 视线! うき わ ガール                    | Look! A Girl                     | Morichi Aoki   | 0:32       |
| 32 | カイナシティ                            | Kaina City                       | Go Ichinose    | 1:55       |
| 33 | 海 の 科学 博物館                       | Museum of Oceanography           | Morichi Aoki   | 1:47       |
| 34 | 110 番 道路                             | Route 110                        | Morichi Aoki   | 1:03       |
| 35 | サイクリング                            | Cycling                          | Go Ichinose    | 1:25       |
| 36 | ゲーム コーナー                         | Game Corner                      | Go Ichinose    | 1:44       |
| 37 | 当たり!                                 | You Got It!                      | Morichi Aoki   | 0:04       |
| 38 | 残念                                    | Regret                           | Morichi Aoki   | 0:04       |
| 39 | BD タイム                               | BD Time                          | Morichi Aoki   | 0:22       |
| 40 | 大当たり!                               | You Hit the Jackpot!             | Morichi Aoki   | 0:05       |
| 41 | シダケタウン!                           | Shidake Town!                    | Go Ichinose    | 1:14       |
| 42 | 113 番 道路                             | Route 113                        | Go Ichinose    | 1:38       |
| 43 | ふた ご ちゃん                          | Her Twins                        | Go Ichinose    | 0:25       |
| 44 | ハジツゲタウン                          | Hajitsuge Town                   | Go Ichinose    | 1:25       |
| 45 | ロープ ウェイ                           | Rope Way                         | Go Ichinose    | 0:14       |
| 46 | え ん と つや ま                        | Mt. Chimney                      | Go Ichinose    | 1:50       |
| 47 | 视线! やま お とこ                      | Look! Hiker                      | Go Ichinose    | 0:35       |
| 48 | 111 番 道路                             | Route 111                        | Go Ichinose    | 1:13       |
| 49 | ジム                                    | Gym                              | Morichi Aoki   | 0:59       |
| 50 | 戦 闘! ジム リーダー                    | Battle! Gym Leader               | Junichi Masuda | 1:46       |
| 51 | ジム リーダー に 勝利!                  | Gym Leader Defeated!             | Morichi Aoki   | 1:12       |
| 52 | バッジゲット                            | Get Badge                        | Morichi Aoki   | 0:07       |
| 53 | わざ マシンゲット                       | Get Work Machine                 | Morichi Aoki   | 0:05       |
| 54 | な みのり                               | Surfing                          | Morichi Aoki   | 2:13       |

| \| Disc Two \| \| \| \| \| \| # \| Японська назва \| Англійський переклад \| Композитор \| Тривалість \| \| -------- \| ------------------------------------------ \| --------------------------------------- \| -------------- \| ---------- \| \| 1 \| 119 番 道路 \| Route 119 \| Go Ichinose \| 1:48 \| \| 2 \| ヒワマキシティ \| Hiwamaki City \| Morichi Aoki \| 0:55 \| \| 3 \| 120 番 道路 \| Route 120 \| Morichi Aoki \| 1:32 \| \| 4 \| インタビュアー \| Interviewer \| Go Ichinose \| 0:28 \| \| 5 \| サファリ ゾーン \| Safari Zone \| Go Ichinose \| 0:52 \| \| 6 \| 视线! ジェントルマン \| Look! Gentlemen \| Go Ichinose \| 0:42 \| \| 7 \| ミナモシティ \| Minamo City \| Go Ichinose \| 1:27 \| \| 8 \| 美术馆 \| Art Museum \| Morichi Aoki \| 2:09 \| \| 9 \| わざ 忘れ \| Forget Technique \| Morichi Aoki \| 0:04 \| \| 10 \| ユウキ \| Yuuki \| Go Ichinose \| 0:53 \| \| 11 \| 戦 闘! ユウキ ハルカ \| Battle! Yuuki / Haruka \| Junichi Masuda \| 1:44 \| \| 12 \| 进化 \| Evolution \| Morichi Aoki \| 0:33 \| \| 13 \| 進化 おめでとう \| Congratulations on Your Evolution \| Morichi Aoki \| 0:05 \| \| 14 \| フレンドリィショップ \| Friendly Shop \| Go Ichinose \| 1:16 \| \| 15 \| おくり びやま \| Okuribi Mountain \| Go Ichinose \| 1:38 \| \| 16 \| 视线! サイ キッカー \| Look! Psychic \| Go Ichinose \| 0:30 \| \| 17 \| 视线! オカルトマニア \| Look! Occult Maniac \| Go Ichinose \| 0:50 \| \| 18 \| おくり びやま 外壁 \| Okuribi Mountain Outer Wall \| Go Ichinose \| 1:49 \| \| 19 \| アジト \| Secret Base \| Go Ichinose \| 1:04 \| \| 20 \| どう ぐ ゲット \| Get Tool \| Morichi Aoki \| 0:04 \| \| 21 \| アクア 団 登場! \| Team Aqua Appears! \| Go Ichinose \| 0:50 \| \| 22 \| 戦 闘! アクア マグマ 団 の リーダー \| Battle! Team Aqua / Magma 's Leader \| Junichi Masuda \| 2:12 \| \| 23 \| 目覚める 超 古代 ポケモン \| Awakening the Super-Ancient Pokémon \| Morichi Aoki \| 0:13 \| \| 24 \| 日照り \| Drought \| Go Ichinose \| 1:05 \| \| 25 \| 大雨 \| Heavy Rain \| Go Ichinose \| 0:55 \| \| 26 \| ダイビング \| Dive \| Go Ichinose \| 1:55 \| \| 27 \| ルネシティ \| Rune city \| Go Ichinose \| 1:32 \| \| 28 \| め ざめのほこら \| Small Shrine Mezame \| Morichi Aoki \| 1:18 \| \| 29 \| 戦 闘! 超 古代 ポケモン \| Battle! The Super-Ancient Pokémon \| Junichi Masuda \| 1:29 \| \| 30 \| 视线! ビキニ の お ねえさん \| Look! Bikini Girl \| Morichi Aoki \| 0:31 \| \| 31 \| サイユウシティ \| Saiyuu City \| Go Ichinose \| 1:34 \| \| 32 \| き のみ ゲット \| Get Berry \| Morichi Aoki \| 0:04 \| \| 33 \| コンテスト ロビー \| Contest Lobby \| Go Ichinose \| 0:55 \| \| 34 \| コンテスト! \| Contest! \| Go Ichinose \| 1:08 \| \| 35 \| 结果 発 表 \| Announcement of the Results \| Go Ichinose \| 0:37 \| \| 36 \| コンテスト 優勝 \| Contest Championship \| Go Ichinose \| 0:32 \| \| 37 \| お ふれ の せき しつ \| Ohure No Sekishitsu \| Go Ichinose \| 1:04 \| \| 38 \| 戦 闘! レジ ロック レジ アイス レジ スチル \| Battle! Regirock, Regice, and Registeel \| Junichi Masuda \| 1:28 \| \| 39 \| カラクリ 屋敷 \| Trick House \| Go Ichinose \| 1:10 \| \| 40 \| すて られ ぶ ね \| The Abandoned Ship \| Morichi Aoki \| 1:11 \| \| 41 \| バトル タワー \| The Battle Tower \| Morichi Aoki \| 1:10 \| \| 42 \| チャンピオン ロード \| Champion Road \| Go Ichinose \| 1:21 \| \| 43 \| 视线! エリート トレーナー \| Look! Elite Trainer \| Go Ichinose \| 0:49 \| \| 44 \| 四 天王 登场 \| The Elite Four Appear \| Go Ichinose \| 0:47 \| \| 45 \| 戦 闘! 四 天王 \| Battle! The Elite Four \| Junichi Masuda \| 1:47 \| \| 46 \| チャンピオンダイゴ \| Champion Daigo \| Go Ichinose \| 0:51 \| \| 47 \| 决 戦! ダイゴ \| Decisive Battle! Daigo! \| Junichi Masuda \| 1:51 \| \| 48 \| ダイゴ に 勝利! \| Daigo Is Defeated! \| Morichi Aoki \| 0:53 \| \| 49 \| 栄光 の 部屋 \| Hall of Fame \| Go Ichinose \| 0:59 \| \| 50 \| 殿堂 入り \| Induction into the Hall of Fame \| Go Ichinose \| 1:09 \| \| 51 \| エンディング \| Ending \| Go Ichinose \| 2:26 \| \| 52 \| The End \| \| Go Ichinose \| 2:16 \| \| 53 \| Trick Master \| \| Kenji Tominaga \| 2:20 \| \| 54 \| Slateport City \| \| Horiko Takano \| 3:27 \| \| 55 \| Steven Stone \| \| Junichi Masuda \| 3:16 \| |                                            |                                         |                |            |
| Disc Two |                                            |                                         |                |            |
| # | Японська назва                             | Англійський переклад                    | Композитор     | Тривалість |
| 1 | 119 番 道路                                | Route 119                               | Go Ichinose    | 1:48       |
| 2 | ヒワマキシティ                             | Hiwamaki City                           | Morichi Aoki   | 0:55       |
| 3 | 120 番 道路                                | Route 120                               | Morichi Aoki   | 1:32       |
| 4 | インタビュアー                             | Interviewer                             | Go Ichinose    | 0:28       |
| 5 | サファリ ゾーン                            | Safari Zone                             | Go Ichinose    | 0:52       |
| 6 | 视线! ジェントルマン                       | Look! Gentlemen                         | Go Ichinose    | 0:42       |
| 7 | ミナモシティ                               | Minamo City                             | Go Ichinose    | 1:27       |
| 8 | 美术馆                                     | Art Museum                              | Morichi Aoki   | 2:09       |
| 9 | わざ 忘れ                                  | Forget Technique                        | Morichi Aoki   | 0:04       |
| 10 | ユウキ                                     | Yuuki                                   | Go Ichinose    | 0:53       |
| 11 | 戦 闘! ユウキ ハルカ                       | Battle! Yuuki / Haruka                  | Junichi Masuda | 1:44       |
| 12 | 进化                                       | Evolution                               | Morichi Aoki   | 0:33       |
| 13 | 進化 おめでとう                            | Congratulations on Your Evolution       | Morichi Aoki   | 0:05       |
| 14 | フレンドリィショップ                       | Friendly Shop                           | Go Ichinose    | 1:16       |
| 15 | おくり びやま                              | Okuribi Mountain                        | Go Ichinose    | 1:38       |
| 16 | 视线! サイ キッカー                        | Look! Psychic                           | Go Ichinose    | 0:30       |
| 17 | 视线! オカルトマニア                       | Look! Occult Maniac                     | Go Ichinose    | 0:50       |
| 18 | おくり びやま 外壁                         | Okuribi Mountain Outer Wall             | Go Ichinose    | 1:49       |
| 19 | アジト                                     | Secret Base                             | Go Ichinose    | 1:04       |
| 20 | どう ぐ ゲット                             | Get Tool                                | Morichi Aoki   | 0:04       |
| 21 | アクア 団 登場!                            | Team Aqua Appears!                      | Go Ichinose    | 0:50       |
| 22 | 戦 闘! アクア マグマ 団 の リーダー        | Battle! Team Aqua / Magma 's Leader     | Junichi Masuda | 2:12       |
| 23 | 目覚める 超 古代 ポケモン                  | Awakening the Super-Ancient Pokémon     | Morichi Aoki   | 0:13       |
| 24 | 日照り                                     | Drought                                 | Go Ichinose    | 1:05       |
| 25 | 大雨                                       | Heavy Rain                              | Go Ichinose    | 0:55       |
| 26 | ダイビング                                 | Dive                                    | Go Ichinose    | 1:55       |
| 27 | ルネシティ                                 | Rune city                               | Go Ichinose    | 1:32       |
| 28 | め ざめのほこら                            | Small Shrine Mezame                     | Morichi Aoki   | 1:18       |
| 29 | 戦 闘! 超 古代 ポケモン                    | Battle! The Super-Ancient Pokémon       | Junichi Masuda | 1:29       |
| 30 | 视线! ビキニ の お ねえさん                | Look! Bikini Girl                       | Morichi Aoki   | 0:31       |
| 31 | サイユウシティ                             | Saiyuu City                             | Go Ichinose    | 1:34       |
| 32 | き のみ ゲット                             | Get Berry                               | Morichi Aoki   | 0:04       |
| 33 | コンテスト ロビー                          | Contest Lobby                           | Go Ichinose    | 0:55       |
| 34 | コンテスト!                                | Contest!                                | Go Ichinose    | 1:08       |
| 35 | 结果 発 表                                 | Announcement of the Results             | Go Ichinose    | 0:37       |
| 36 | コンテスト 優勝                            | Contest Championship                    | Go Ichinose    | 0:32       |
| 37 | お ふれ の せき しつ                       | Ohure No Sekishitsu                     | Go Ichinose    | 1:04       |
| 38 | 戦 闘! レジ ロック レジ アイス レジ スチル | Battle! Regirock, Regice, and Registeel | Junichi Masuda | 1:28       |
| 39 | カラクリ 屋敷                              | Trick House                             | Go Ichinose    | 1:10       |
| 40 | すて られ ぶ ね                            | The Abandoned Ship                      | Morichi Aoki   | 1:11       |
| 41 | バトル タワー                              | The Battle Tower                        | Morichi Aoki   | 1:10       |
| 42 | チャンピオン ロード                        | Champion Road                           | Go Ichinose    | 1:21       |
| 43 | 视线! エリート トレーナー                  | Look! Elite Trainer                     | Go Ichinose    | 0:49       |
| 44 | 四 天王 登场                               | The Elite Four Appear                   | Go Ichinose    | 0:47       |
| 45 | 戦 闘! 四 天王                             | Battle! The Elite Four                  | Junichi Masuda | 1:47       |
| 46 | チャンピオンダイゴ                         | Champion Daigo                          | Go Ichinose    | 0:51       |
| 47 | 决 戦! ダイゴ                              | Decisive Battle! Daigo!                 | Junichi Masuda | 1:51       |
| 48 | ダイゴ に 勝利!                            | Daigo Is Defeated!                      | Morichi Aoki   | 0:53       |
| 49 | 栄光 の 部屋                               | Hall of Fame                            | Go Ichinose    | 0:59       |
| 50 | 殿堂 入り                                  | Induction into the Hall of Fame         | Go Ichinose    | 1:09       |
| 51 | エンディング                               | Ending                                  | Go Ichinose    | 2:26       |
| 52 | The End                                    |                                         | Go Ichinose    | 2:16       |
| 53 | Trick Master                               |                                         | Kenji Tominaga | 2:20       |
| 54 | Slateport City                             |                                         | Horiko Takano  | 3:27       |
| 55 | Steven Stone                               |                                         | Junichi Masuda | 3:16       |

## Реліз та відгуки

### Просування і випуск
Nintendo не просувала Ruby і Sapphire на E3 у 2002 році, проте запустила рекламну компанію, що триває з березня по травень 2003 року і коштувала їй $ 7 мільйонів. До того ж до нагородження фірмовими товарами кожного, хто оформив передзамовлення на гру, Nintendo провела конкурс, в которрая учасники повинні були представити відео себе, співаючих вступну пісню з мультфільму з зміненими словами; головним призом був автомобіль Lugia PT Cruiser. Через рік Nintendo розпочала програму EON Ticket Summer Tour, під час якої 125 магазинів Toys "R" Us по всій США пропонували з 19 липня по 1 вересня завантажити на консоль Квиток Вічності. Nintendo запускала два телевізійний ролика, «Faces» і «Names», що транслювалися по вечорах. «Faces» транслювали людей разом зі схожими на них покемонами, «Names» показували людей, які викрикували імена покемонів. Так підкреслювався факт, що в грі 100 нових покемонів. Додатково Nintendo співпрацювала з британським виробником напоїв Vimto для просування ігор.

### Відгуки критиків
| Агрегатор    | Оцінка                |
| ------------ | --------------------- |
| GameRankings | 84 % (55 відгуків)    |
| Metacritic   | 82 % (33 відкликання) |

| Видання                  | Оцінка |
| ------------------------ | ------ |
| 1Up.com                  | B-     |
| Computer and Video Games | 9/10   |
| Eurogamer                | 7/10   |
| Famitsu                  | 33/40  |
| GameSpot                 | 8.1/10 |
| GameZone                 | 9.5/10 |
| IGN                      | 9.5/10 |

Гра мала в основному позитивні відгуки. Великий західний ігровий сайт IGN дав її рейтинг «Incredible» і оцінив на 9.5 балів з 10, а також віддав їй нагороду Editors Choice Award, а в 2007 році гра потрапила в на 10 місце в списку 25 найкращих ігор на Game Boy Advance за версією IGN. GameZone також оцінив її на 9.5 з 10 і віддав їй нагороду Outstanding Award. GamePro оцінив гру на 5 зірок з 5 і присудив їй нагороду Editors Choices. ComputerAndVideoGames оцінив гру на 9 з 10, а GameSpot — 8.1 з 10. Eurogamer і 1UP.com не були так само восторжен грою, однак Eurogamer дав грі 7 балів з 10, а 1UP.com дав грі рейтинг B-.
Рецензенти розділилися в думках у їх критичних відгуків, особливо відносно геймплея і графіки. IGN хвалив «глибоко пророблений дизайн» і відзначав, що додавання нових функцій, таких як подвійні бої, збільшило стратегічний аспект ігор. GamePro також вважав, що додавання подвійних боїв «дало новий виклик» і «зробило важкі бої більш стратегічні — такий гра і має бути». Likewise і ComputerAndVideoGames.com назвали геймплей «неймовірно притягає і захоплюючим». GameZone зазначив, що геймплей був більше вдосконалений, і став великим випробуванням для гравця, ніж коли-небудь раніше. Однак GameSpot назвав гри «пролезание через пиріг від початку до кінця» і стверджував, що «це вже не те колишнє випробування». Eurogamer також заявляв, що від ігрової механіки «дуже сильно втомлюєшся, і втомлюєшся швидко». 1UP.com теж чувтвовал, що ігри були шаблонними, а подвійні бої були недоробили.
ComputerAndVideoGames.com був захоплений графікою, називав її «чудовою». Однак інші обзорщікі проявили менше ентузіазму з цього приводу. GamePro почуствовал, що графіка була «тільки на трішки краще», ніж попередники з Game Boy Colour; GameZone сказав, що «гра використовує просту анімацію і дизайн персонажів, який ми бачили в старому безбарвному Game Boy». IGN та 1UP.com відзначили, що графіка отримала лише незначну можернізацію, а Eurogamer вважав, що графіка піднялася на «кращий функціональний рівень». Аудіо гри було сильно перероблено: GameZone і GameSpot обидва відчували, що аудіо гри було помітним; GameZone дав аудіо 8 з 10 балів, згадавши також, що "… по-часи музика була дратівливою, але це теж дуже добре. Я заставав себе за тим, що наспівував музику навіть коли не грав ", — пише журналіст GameZone. Деякі відгуки включали скарги з приводу видалення системи часу, яка була в Gold і Silver, і неможливість обмінюватися покемонами з іграми попередніх поколінь ..

### Продажі
Pokémon Ruby і Sapphire були надзвичайно очікуваними іграми. У Японії було продано 1,22 мільйона копій гри в перші чотири дні, і ця гра стала найбільш продаваною грою 2002 року, що виходила під час канікул; а за наступні шість тижнів продажу доросли до 4,4 мільйона. Також вона стала першою грою, що набрала за результатами продажів 2 мільйони копій гри з часів Final Fantasy X 2001 року, і першою портативної грою з часів Yu-Gi-Oh! Duel Monsters 4 2000 року. В одній тільки Північної Америці Nintendo змогла продати 2,2 мільйона кртріджей до квітня 2003 (через місяць після релізу гри в цьому регіоні). Ігри також користувалися успіхом і в Європі. Це була друга з продажу гра всього літнього сезону 2002 року. На цей випадок ще до офіційного випуску європейські рітейлери заздалегідь імортіровалі ігри з США, готуючись до хорошим продажам гри. Набравши 13 мільйонів проданих копій гри по всьому світу, Ruby і Sapphire стали найбільш продаваними іграми для консолі Game Boy Advance. Аналітики пов'язували це «… з маленькими дітьми, які прагнуть до Yu-Gi-Oh!», внаслідок якого популярність покемонів пішла на спад. Це помітно у порівнянні з продажами попередніх ігор серії: Pokémon Red і Blue продалася тиражем 21 мільйонів копій по всьому світу, а Pokémon Gold і Silver набрала у світі трохи менше 14 мільйонів копій.

## Пов'язані гри

### Pokémon Emerald
Pokémon Emerald (яп. ポケット モンスター エメラルド, Покетто Монсута: Емерарудо), із зображеним на коробочці з грою покемоном Райквейза — це дванадцятий гра в серії ігор Pokémon, і одинадцятий в Північній Америці і Європі. Ця гра — поліпшена версія Ruby і Sapphire, випущена в Японії 16 вересня 2004 року, в Північній Америці 1 травня 2005 та в Європі 21 жовтня 2005.

Обкладинка Pokémon Emerald

Хоча геймплей залишився практично таким же, як у Ruby і Sapphire, Emerald має свої осббенності. Сюжет був модифікований: тепер і Команда Магма, і Команда Аква є злодіями, які в ході злочинної війни пробуджують Гроудона і К'егра відповідно. коли ці два легендарних покемона починають боротися один проти одного, головний герой повинен привести Райквейза, третього легендарного покемона (він намальований на коробочці з грою), щоб заспокоїти їх. Частина механіки гри також була змінена. Хоча бої два на два були починаючи з Ruby і Sapphire, в Emerald два будь-яких тренера смій об'єднуватися в сюжетній частині гри і битися як пара. Тепер після проходження Елітної Четвірки грою може заново викликати тренерів спортзалів на бій, в тому чтсле і на подвійний. Також картинки покемонів під час бою анімовані, як це було в Pokémon Crystal. Можливо, саме істотне доповнення — Бойовий Рубіж, розширена версія Вежі Битв з Ruby і Sapphire.
Emelald був дуже добре оцінений. Гра мала сукупний рейтинг 77 % на Game Rankings. Gamespot дав грі рейтинг 7.5 з 10; IGN дала їй рейтинг «Impressive» і оцінила на 8.0 балів з 10 можливих. Однак Eurogamer дав Emerald 6 балів з 10, хоча він хвалив гру за якіснішу графіку в порівнянні з Ruby і Sapphire і за більш тривалий і важкий геймплей, він розкритикував її за те, що «вона була навіть не наполовину обрізаним доповненням, а просто режисерською версією фільму». Emerald був другим за величиною бестселером у США в 2005 році; вона продалася тиражем 6,32 мільйона копій, ставши третьою за розміром продажів грою на Game Boy Advance. У листопаді 2005 року журнал Nintendo Power повідомив, що «сумарний обсяг продажів від Pokémon Emerald перевищить цінність фактичного смарагда розміром з Нептун.»

### Pokémon Box: Ruby and Sapphire

Обкладинка коробочки з грою Pokémon Box: Ruby and Sapphire

Pokémon Box: Ruby and Sapphire, або просто Pokémon Box — гра із серіїPokémon, випущена для консолі Nintendo GameCube 30 травня 2003 в Японії і 12 липня 2004 року в Саверні Америці., але вона продавалася лише в магазині New-York Pokémon Center і в його інтернет-магазині. Вона йшла в комплекті з кабелем Nintendo GameCube Game Boy Advance Cable, призначеним для з'єднання консолей GameCube і Game Boy Advance, і картою пам'яті Memory Card 59. Зараз вона більше не доступна для покупки. Гра також продавалася в деяких країнах Європи під назвніем Pokémon Memory Magic через проблеми з перекладом назви, і європейці могли купувати гру, використовуючи билли Програми лояльності Nintendo of Europe's або купуючи набірPokémon Colosseum Mega Pak.
Гра по суті є системою зберігання для ігор Pokémon c Game Boy Advance, яка дозволяє гравцям міняти і зберігати на карті пам'яті GameCube покемонів, яких вони зловили в Ruby, Sapphire, Emerald, FireRed і LeafGreen. Гравці можуть організовувати покемонів або взаємодіяти з ними, наприклад, давати їм розмножуватися. Унікальним покемонам це також є. Інша функція гри дозволяє гравцям грати на телевізійному екрані через GameCube Game Boy Advance Cable. Також в цьому режимі доступна функція створення скріншотів. Існує також режим Вітрина (англ. Showcase), де гравці можуть створювати та переглядати частини гри Pokémon.